# Село імені Льва Толстого
Льва Толстого (рос. Люблинка) — присілок в Дзержинському районі Калузької області Російської Федерації.
Населення становить 18 осіб. Входить до складу муніципального утворення Присілок Галкино.

## Історія
Від 2004 року входить до складу муніципального утворення Присілок Галкино.

## Населення
| 1959 | 2002  | 2010  |
| ---- | ----- | ----- |
| 1329 | ↗3594 | ↗3681 |